# Kotthaus (Wuppertal)
Kotthaus ist eine Hofschaft in der bergischen Großstadt Wuppertal. 

## Lage und Beschreibung
Die Hofschaft liegt im Nordwesten der Stadt auf 184 m ü. NHN im Tal des Brucher Bachs im Westen des Wohnquartiers Eckbusch des Stadtbezirks Uellendahl-Katernberg nahe der Stadtgrenze zu Wülfrath. Beim Ort verläuft die Bundesautobahn 535.
Benachbarte Wohnplätze und Ortschaften sind Schloss Aprath, Theisbruch, Kohleiche, Melandersbruch, Eschenkamp, Hixter, Wiesenhaus, Frankholzhäuschen, Zum Kothen, Am Hagen, Kutenhaus und das Gut Steinberg. Das ebenfalls benachbarte Steinbergsspliß ist abgegangen.

## Geschichte
Kotthaus wurde erst in der zweiten Hälfte des 19. Jahrhunderts auf dem Gebiet der Bürgermeisterei Sonnborn besiedelt, die 1880 unter Gebietsverluste an Elberfeld in Vohwinkel umbenannt wurde. Auf dem Übersichtsplan Elberfelds des Vermessungs-Direktors Zumpfort von 1925 wird der Ort Zaunholzbusch genannt. Auf Messtischblättern trägt der Ort im Laufe des 20. Jahrhunderts zeitweise den Namen Rotthaus. Mit der Kommunalreform von 1929 wurde die Stadt Vohwinkel mit Kotthaus in die neu gegründete Stadt Wuppertal eingemeindet.